# Justus Schmidt (Botaniker)

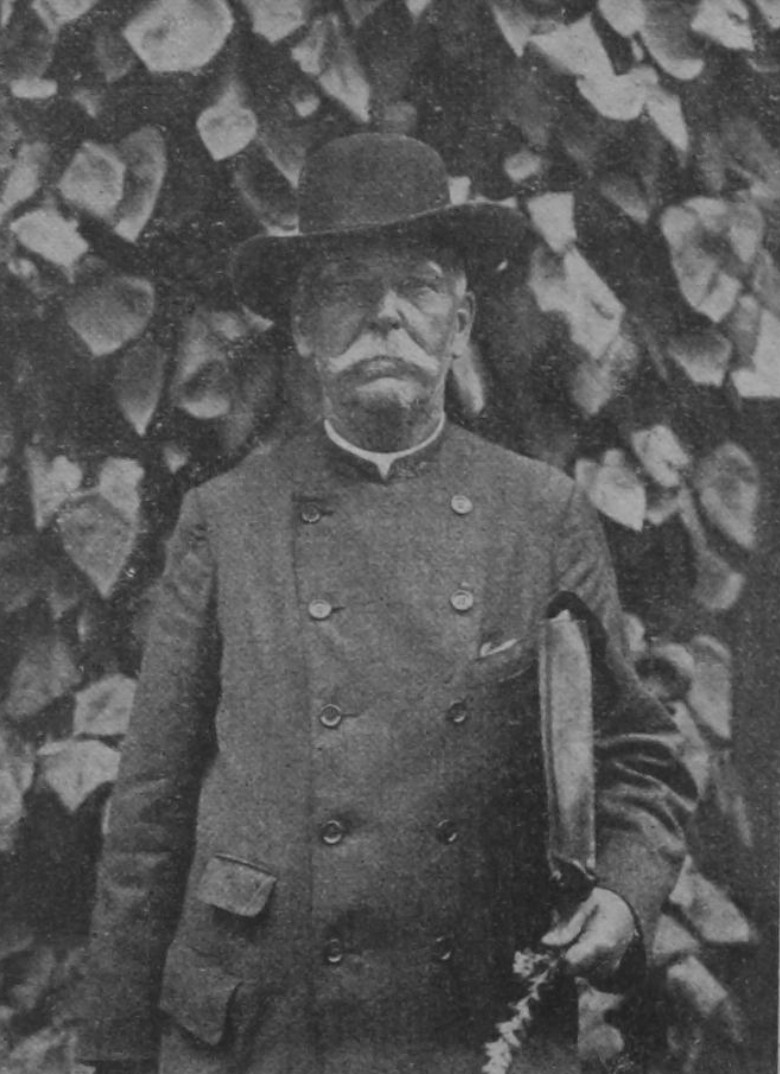
Justus Schmidt

Justus Schmidt (* 29. September 1851 in Hobstin; † 21. Mai 1930 in Hamburg) war ein deutscher Lehrer und Florist.

## Leben
Justus Schmidt besuchte eine Volksschule, an der ihn sein dort lehrender Vater unterrichtete. Von 1871 bis 1874 absolvierte er das Lehrerseminar in Segeberg. Danach arbeitete er bis 1916 als Lehrer an der Schule des Klosters St. Johannis.
Justus Schmidt starb unverheiratet in Hamburg.

## Wirken als Florist
Begleitend zur Lehrtätigkeit forschte Schmidt zur Fauna in Hamburg und Schleswig-Holstein. Während zahlreicher Exkursionen erkannte er Besonderheiten im Pflanzenbau und beschrieb neue Variationen und Formen. In seinem Buch Die Pteridophyten Schleswig-Holsteins, das 1910 in Hamburg erschien, nannte Paul Junge 62 Neuentdeckungen Schmidts. Junge benannte nach Schmidt wiederholt neue Formen, darunter Carex justischmidtii. In allen bedeutenderen deutschen und niederländischen Literatur zur Flora ist der Name Schmidts zu finden.
1901 gründete er den Botanischen Verein zu Hamburg, dem er als Vorsitzender zu Ansehen verhalf.
Als Forscher hatte Schmidt ein großes Herbarium. Um nach der deutschen Inflation weiter forschen zu können, verkaufte er es an das Altonaer Museum. Es wurde Bestandteil des Herbarium Hamburgense.
Schmidts botanisches Autorenkürzel lautet „J.J.H.Schmidt“.